# Oxalaia
Oxalaia ist eine Gattung großer theropoder Dinosaurier aus der Familie Spinosauridae. Einzige beschriebene Art ist Oxalaia quilombensis. Bisher sind lediglich Kieferfragmente bekannt.

## Namensgebung
Oxalaia ist nach dem yorubaischen Schöpfergott Obatala benannt, während sich der zweite Teil des Artnamens, quilombensis, von dem portugiesischen quilombo ableitet, „der Ort, wo die Quilombola leben“. Die Quilombola sind Nachfahren einstiger brasilianischer Sklaven, die auf der Insel Cajual heimisch sind, auf der die Fossilien gefunden wurden.

## Beschreibung

Größenvergleich mit einem Menschen

Die Gesamtlänge von Oxalaia wird auf etwa 12 bis 14 Meter, sein Gewicht wird auf fünf bis sieben Tonnen geschätzt. Damit ist er der bis jetzt größte in Brasilien gefundene Theropode und eines der größten bekannten Landraubtiere der Erdgeschichte. Übertroffen wurde er nur noch von seinem Verwandten Spinosaurus und einigen Vertretern der Carcharodontosauridae.
Der Holotyp besteht aus dem unvollständigen paarigem, etwa 20,1 Zentimeter langen Zwischenkieferbein (Prämaxillare), mit sieben Zahnfächern. Daneben wird der Gattung ein Fragment des linken Oberkiefers zugeschrieben. Der gesamte Schädel wird auf eine Länge von 1,35 Meter geschätzt.

## Systematik
Oxalaia unterscheidet sich vom afrikanischen Spinosaurus in der Anzahl der Zähne am Praemaxillare und dem Abstand zwischen den einzelnen Zähnen. Von der Baryonychinae, einer Unterfamilie der Spinosauriden, lässt sich Oxalaia anhand der ungesägten Zähne und den zwei Ersatzzähnen am dritten Zahnfach abgrenzen. Letzteres ist für einen Theropoden einzigartig.
Oxalaia wird zu den Spinosaurinae gezählt. Zu seinen nächsten Verwandten gehören somit unter anderem Spinosaurus und der ebenfalls in Brasilien gefundene Angaturama.
Smyth et al. (2020) halten Oxalaia für ein Synonym von Spinosaurus aegyptiacus, da das bekannte Material laut den Autoren zu wenige Unterschiede zu Spinosaurus besitzt, um eine Stellung als eigenständiges Taxon zu rechtfertigen.

## Fundort
Die Fossilien von Oxalaia wurden im Nordosten Brasiliens in den Gesteinen der Alcântara-Formation gefunden, welche auf die frühe Oberkreide (Cenomanium) datiert werden kann. Aus derselben Formation sind hunderte weiterer Zähne von Spinosauriden bekannt. Einige der Zähne können zu Oxalaia, andere eventuell zu einer bislang unbekannten Art gehören.

## Quelle
- Alexander WA. Kellner; Sergio A.K. Azevedo; Elaine B. Machado; Luciana B. de Carvalho; Deise D.R. Henriques: A new dinosaur (Theropoda, Spinosauridae) from the Cretaceous (Cenomanian) Alcântara Formation, Cajual Island, Brazil. In: Anais da Academia Brasileira de Ciências. Band 83, Nr. 1, 2011, doi:10.1590/S0001-37652011000100006.